# 간섭 (파동)

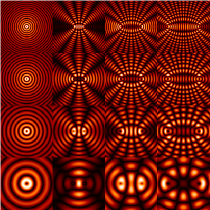
두 원형파들의 간섭 - 파장(아래서부터 위로 감소)과 두 파의 중심간의 거리 (오른쪽으로 갈수록 증가). (실수 값의, 스칼라) 파형 분포의 절댓값 스냅샷. 시간이 지날수록, 파면은 두 파의 중심들에서 바깥쪽으로 나오지만, (상쇄 간섭이 생기는) 어두운 지역은 고정되어 있다.

간섭(干涉, 영어: interference) 현상은 물리학에서 파동이 위상을 지니기 때문에 발생하는 진폭의 공간적인 보강과 상쇄 현상을 말한다. 일반적으로 두 개 이상의 파가 동시에 한 점에 도달했을 때 그 점에서 이들의 파가 강하게 합쳐지거나 약하게 합쳐지는 현상을 파의 간섭이라 한다.

## 정의
간섭이란 물리적으로 두 가지 이상의 파장이 첨가되어, 새로운 파장의 형태를 나타내는 것을 의미한다. 가장 널리 사용되는 간섭의 관점은 서로 소멸되거나 서로 보강되는 파장들의 상호 작용에 관한 것이고, 그 이유는 그 파장들이 같은 광원에서 오는 것이거나 완벽에 가깝거나 그와 같은 주파수를 가지고 있기 때문이다. 만약 두 개의 파장이 정확히 같지 않은 파장 영역을 가지고 있고, 각각의 만들어지는 파장에서 같은 수의 상 차이를 보인다면, 두 개의 비 단일파장들도 서로 완벽히 보강된다.
만약 파동들이 두 개 이상의 다른 원으로부터 발생된다면, 총 상의 차이는 두개의 파형의 차이와 초기 상차이의 합에 의해 야기된다. 이 같은 결론은 파장이 정확하게 파장의 시작점과 같은 점에서 끝이 나는가(in phase) 혹은 그렇지 않은가(out phase)에 따라 알 수 있다.

## 종류
간섭에는 '보강간섭'과 '상쇄간섭'이 있다.

### 보강간섭
보강간섭 (constructive interference)은 같은 위상의 두 파동이 중첩될 때 일어나는 간섭이다. 마루와 마루 또는 골과 골이 만나서 합성파의 진폭이 2배로 커진다.
같은 진폭과 진동수를 가진 두 파동이 어느 순간 같은 영역을 통과할 때 나타나는 순간의 결과로서, 두 파동의 위상이 같아 마루와 마루가 만나고, 골이 골을 만나도록 중첩되는 순간 생기는 파동은 원래의 파동과 진동수는 같고 진폭이 2배이다. 이럴 때 파동은 위상이 같은 보강간섭을 한다고 말한다.
λ/2(2m)

### 상쇄간섭
상쇄간섭(destructive interference)은 반대 위상의 두 파동이 중첩될 때의 간섭이다. 마루와 골이 만나서 합성파의 진폭이 0이 되는 간섭으로 소멸간섭이라고도 한다.
같은 진폭과 진동수를 가진 두 파동이 어느 순간 같은 영역을 통과할 때 나타나는 순간의 결과로서, 두 파동의 위상이 180° 어긋나 있을 때 마루와 골이 중첩되는 순간 생기는 파동은 완전히 상쇄된다. 이럴 때 파동은 위상이 같은 상쇄간섭을 한다고 말한다.

## 이론
서로 다른 파장이 서로 만났을 때 중첩의 원리에 따라서 서로 더해지면서 나타나는 현상이다. 만약 파장의 머리부분이 다른 파장의 머리 부분과 같은 점에서 만나게 되면 그 머리 부분이 보강간섭하여 진폭이 커지게 된다. 만약 서로 일치 하지 않은 두 파장의 머리 부분이 만나게 되면 소멸간섭되어 진폭이 전체적으로 작아진다. 이 간섭의 형태는 다른 길이의 두개 또는 더 많은 경로를 가진 파장이 원천지에서 목적지까지 증식시킬 때마다 발생할 수 있다. 고정된 상(phase)이 두개 또는 더 많은 소스들과 관계를 한다면 간섭을 발생시킬 수 있다. 그러나 이 경우 간섭 발생은 한가지 소스와 관계할 때와 같다.

## 실험

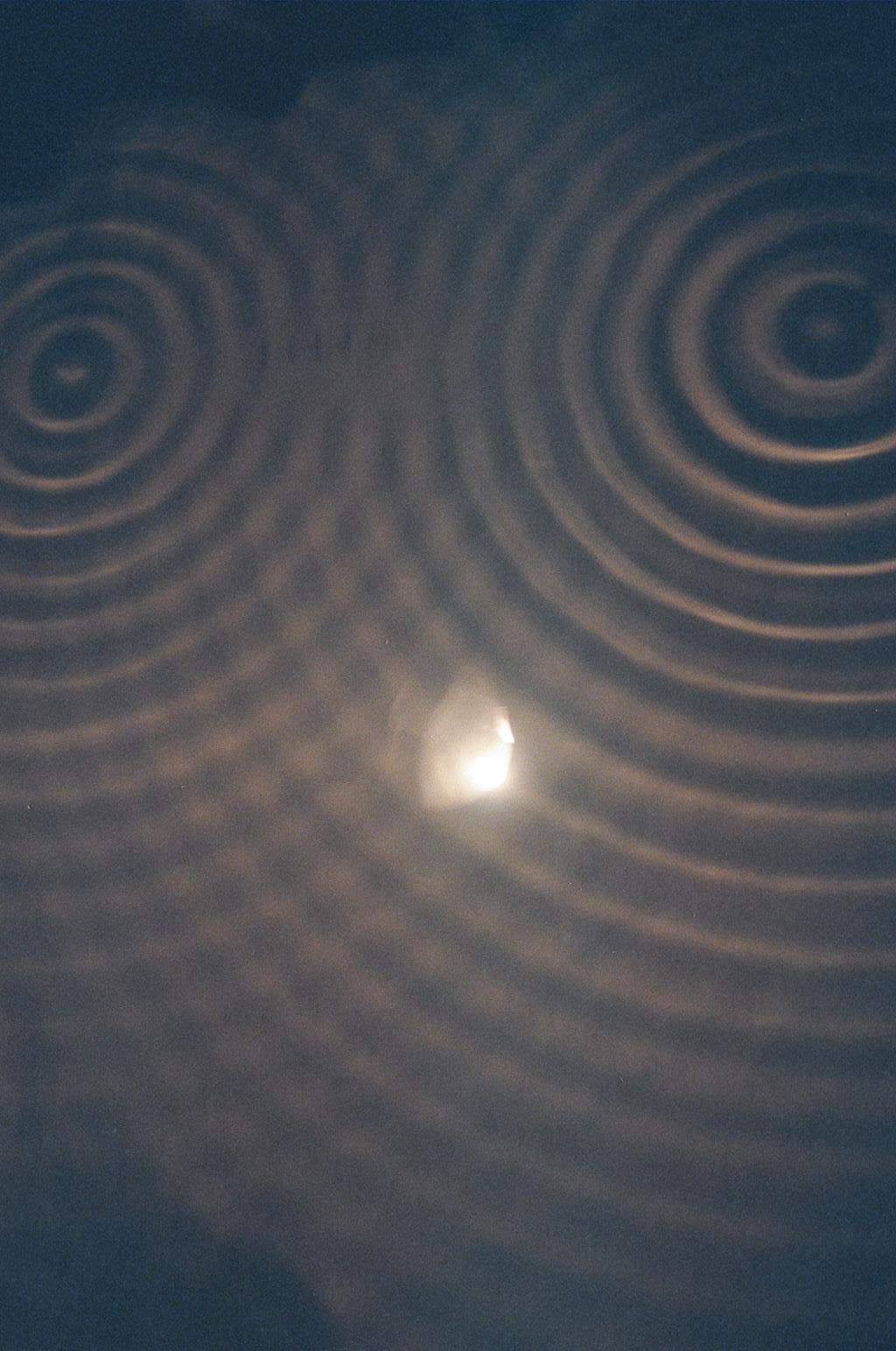
두 점에서 나타나는 간섭현상

토마스 영의 이중 슬릿 실험은 두 광선이 이동 경로에 따른 위상 차이에 의해 생성, 소멸하는 패턴이 나타남을 보임으로써 간섭 현상을 설명하였다. 두 빛은 같은 광원에서 나오므로, 같은 거리에서 같은 위상을 갖게 된다. 그러므로, 간섭 무늬의 중심에서 두 빛은 같은 진행거리를 갖게된다.

## 같이 보기
- 능동 소음 제어
- 결맞음
- 회절
- 무아레
- 다중경로 간섭